# Farid al-Din Attar
Pour les articles homonymes, voir Attar.
Farīd ad-Dīn ʿAṭṭār (en persan : فَرید الدّین ابو حامِد محمّد عطّار نِیشابوری, Farīd ad-dīn Abū Ḥāmid Moḥammed ʿAṭṭār Nīšābūrī), parfois surnommé Attar de Nishapur, est un poète mystique persan (v. 1145 - mort entre 1190 et 1229), né et mort à Nichapour (Khorassan), où se trouve son tombeau.

## Biographie

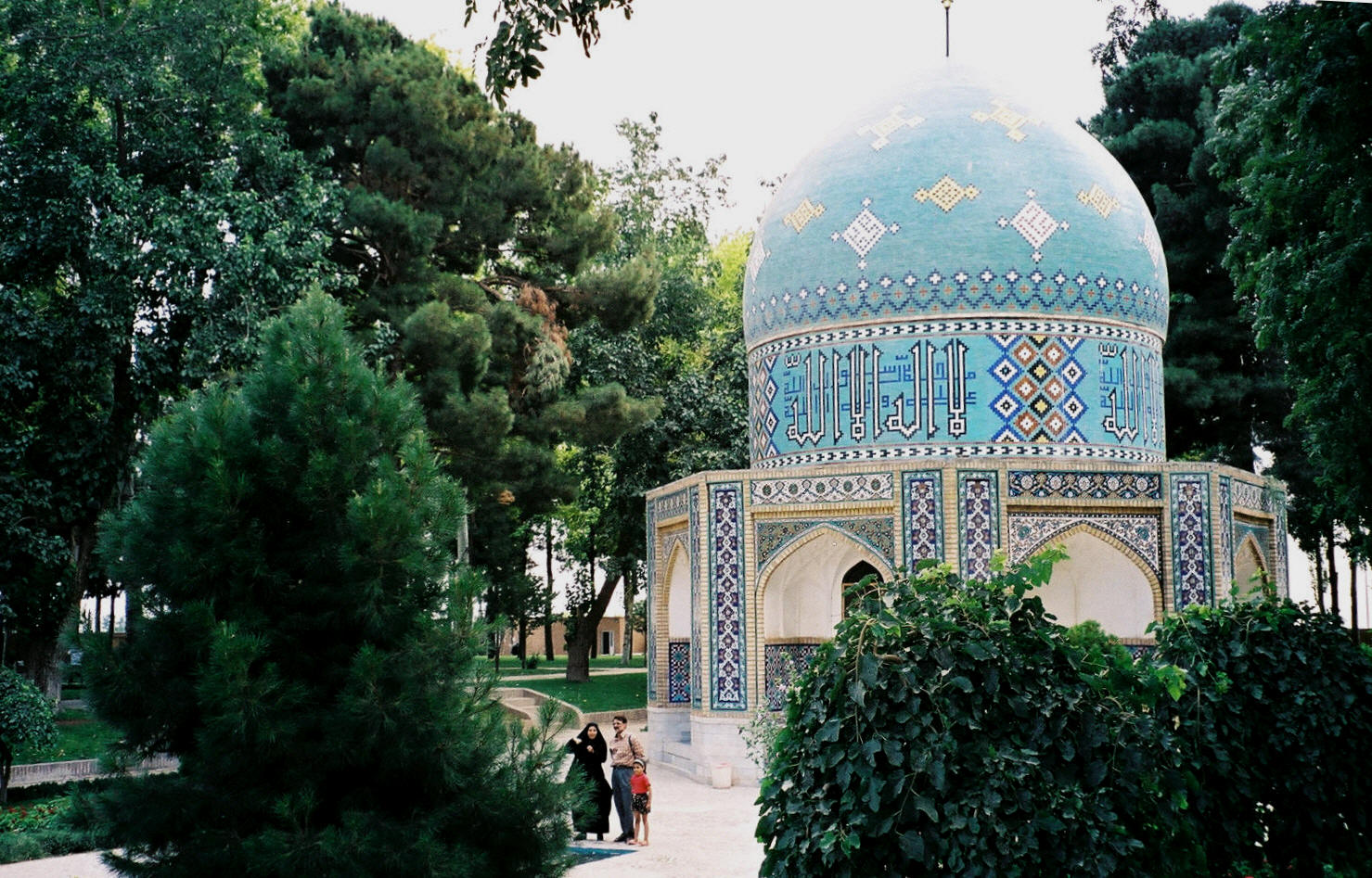
Mausolée de Farīd al-Dīn ʿAṭṭār à Nichapour.

Comme pour nombre de saints soufis (ou chrétiens) du Moyen Âge, sa vie transparaît surtout à travers des récits hagiographiques. On sait cependant qu'il a vécu à Nishapour, la ville de Omar Khayyâm, qui était alors un centre urbain important et florissant du nord-est iranien,.  
Son père était un commerçant aisé et respecté, qui possédait plusieurs commerces de drogues, épices et parfums à Nishapur. Son fils suivit sa trace et travailla sa vie durant comme apothicaire et parfumeur (Attâr), dans le commerce hérité de son père. On peut noter que, à l'image de nombreux autre soufis, la dénomination de sa profession deviendra son nom. Il semble bien avoir conservé cette profession durant toute sa vie et l'avoir ainsi conciliée avec une vie religieuse vers laquelle il s'est senti attiré déjà enfant, et avec la pratique du soufisme, menant de front ses activités professionnelles et littéraires. Il a sans doute beaucoup voyagé, bien qu'on ne sache rien de vraiment précis sur ces déplacements,. 
Les traditions ultérieures feront de Attar un de ces martyrs de l'amour divin exécutés par les tenants de l'orthodoxie religieuse ou, dans son cas, par l'envahisseur mongol. Si cette mise à mort par les Mongols reste incertaine, elle montre bien en quelle haute estime Attar était tenu en Iran. 

## Œuvres

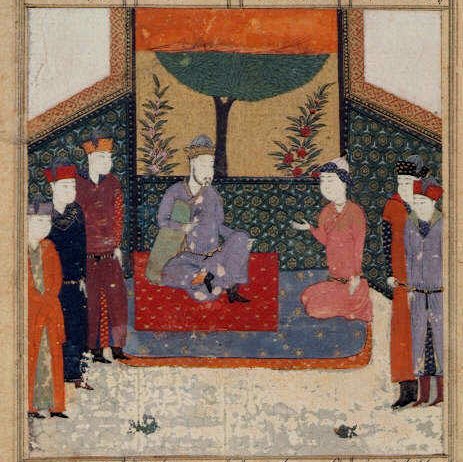
agenouillé devant le sultan Mahmûd de Ghaznî. Extrait des Six Poèmes, Iran du Sud, 1472 (British Library, Londres).

Attar a écrit plusieurs ouvrages moraux et mystiques, dont le plus célèbres est le Manṭiq al-ṭayr (« La Conférence des oiseaux »). 

### Le Langage des oiseaux
En persan, Manteq-otteyr, ce qui veut dire littéralement "langage des oiseaux". Ce titre a été diversement traduit: Le langage des oiseaux (Garcin de Tassy), La Conférence des Oiseaux (Nouri, Gougaud, Carrière) mais c'est un contre-sens, ou encore Le Cantique des Oiseaux (Leili Anvar). Le livre raconte l'histoire de tous les oiseaux du monde qui se lancent à la recherche de la Simorgh ("oiseau mythique qui apparaît dans les légendes de l'Iran antique et qui niche sur le mont mythique de Qâf). La Sîmorgh est un oiseau solaire et royal; matrice de tout le créé et par laquelle la vie continue sur terre. Au prix d'efforts gigantesques qui découragent la plupart d'entre eux, certains arrivent à traverser les sept vallées qui mènent jusqu'au trône de Simorgh. Ce voyage est une expression poétique de l'itinéraire mystique du soufisme iranien, doctrine selon laquelle Dieu n'est pas extérieur ou en dehors de l'univers, mais dans la totalité de l'univers. À l'issue de leur périple, c'est leur moi profond que découvrent les voyageurs,  ce qui est exprimé par le plus beau jeu de mots de l'histoire de la poésie persane: parmi les milliers d'oiseaux qui ont entrepris le voyage, seuls trente parviennent à la fin du voyage et trente oiseaux se dit en persan, "si morgh". Simorgh et les si morgh  se confondent donc et l'homonymie illustre que les oiseaux ne voient dans la Simorgh que le reflet d'eux-mêmes. 

### Autres écrits
On lui doit aussi le Tadhkirat al-Awliya (en) (« Le Mémorial des Saints (ou des Amis de Dieu) »), importante compilation des vies de soixante-douze saints soufis. 
Le Elâhi nâmeh (« Le Livre divin ») offre plusieurs anecdotes religieuses et profanes, de haute tenue. 
Le Mosibat nâmeh  (« Le Livre de l'épreuve ») raconte l'histoire de l'âme enfermée en elle-même, et qui finit par voir que sa véritable nature est dans le secret divin. 
Quant au Pend-namèh (« Le Livre des conseils »), c'est un bref livre qui présente essentiellement des règles morales assez sèches, mais qui a connu une grande popularité. 
Attar est aussi l'auteur d'une importante œuvre lyrique, rassemblée dans un Divan de ses poèmes, ainsi que du Asrâr nâmeh (« Le Livre des secrets »).

### Traductions en français
- Le Livre divin (Elahi-Nameh)  (trad. Fuad Rouhani, préf. Louis Massignon), Paris, Albin Michel, coll. « Spiritualités vivantes », 1990 (1re éd. 1961), 478 p. (ISBN 978-2-226-04893-6).

- Le Livre de l'épreuve (Musibatnãma)  (trad. du persan par Isabelle de Gastines), Paris, Fayard, 1981, 356 p. (ISBN 978-2-213-01016-8)
- Le livre des secrets (Âsrar Nâma)  (trad. du persan et présentation par Christiane Tortel), Paris, Les Deux Océans, 1985, 248 p. (ISBN 978-2866810122)
- Le mémorial des saints  (trad. d'après le ouïgour par A. Pavet de Courteille, préf. Eva de Vitray-Meyerovitch), Paris, Seuil, coll. « Points Sagesses », 2014 (1re éd. 1976), 320 p. (ISBN 978-2-757-84991-0).
- Le mémorial des saints  (trad. de l'arabe par introduit et annoté par Hassan Boutaleb, traduction intégrale), Paris, Al Bouraq, 2020, 400 p. (ISBN 979-1-022-50403-4)
- Pend-Namèh ou Livre des conseils  (édité et traduit par Silvestre de Sacy), Paris, Debure Frères, 1819, LXIV + 320 (lire en ligne)
- Les Sept cités de l'amour  (trad. du persan par Jalal Alivinia, postface Michael Barry, traduction partielle du Divân), Paris, Albin Michel, 2013, 240 p. (ISBN 978-2-226-24950-0)

#### Manṭiq al-ṭayr

##### Traductions
- Le Langage des oiseaux  (trad. Garcin de Tassy [1819]), Paris, Albin Michel, 1996, 354 p. (ISBN 978-2-226-08513-9)
- Le Langage des oiseaux. Manteq ut-Tayr  (trad. intégrale versifiée, introduction et annotation de Manijeh Nouri, préf. Mohammad Reza Shafi'i Kadkani), Paris, Cerf, 2012, 505 p. (ISBN 978-2-204-09636-2)
- Le Cantique des oiseaux d'‘Attâr illustré par la peinture en Islam d'orient  (trad. du persan intégrale versifiée par Leili Anvar; dir. scientifique de l'iconographie, Michael Barry), Paris, Diane de Selliers, 2012, 430 p. (ISBN 978-2-364-37003-6)

##### Adaptations
- La Conférence des oiseaux  (adaptation par Henri Gougaud), Paris, Seuil, coll. « Points Sagesses », 2014 (1re éd. 2002), 304 p. (ISBN 978-2-757-84024-5)
- La Conférence des oiseaux  (Récit théâtral de Jean-Claude Carrière, inspiré par le poème de Farid Uddin Attar "Manteq Ol-Teyr"), Paris, Albin Michel, coll. « Espaces libres », 2016 (1re éd. 2008), 105 p. (ISBN 978-2-226-32036-0)
- La Conférences des oiseaux  (trad. de Jacob Bromberg ; avec la collab. de Marine Ninaud, album jeunesse illustré par Peter Sís), Paris, La Martinière, 2012 (1re éd. 2011 [Penguin Press]) (ISBN 978-2-732-45245-6, présentation en ligne)

##### Adaptation musicale
- Symorgh, Conte lyrique et philosophique, musique d'Yves Guicherd, livret de Nathalie Labry et Gérard-Henry Borlant, création le 10 avril 2013 au Théâtre Passage vers les Étoiles (Paris).

### Études

#### Ouvrages
- (en) Helmut Ritter (trad. de l'allemand, transl. [from German] by John O'Kane), The Ocean of the Soul : Men, the World and God in the Stories of Farid Al-Din 'Attar, Leide, Brill, 2003, 833 p. (ISBN 9-004-12068-8, lire en ligne)
- Garcin de Tassy, Poésie philosophique et religieuse chez les Persans. D’après le "Mantic Uttaïr" ou "Le Langage des oiseaux" de Farid-Uddin Attar et pour servir d’introduction à cet ouvrage, Paris, Chez Benjamin Dupraz, 1864, 4e éd. (1re éd. 1819), 76 p. (lire en ligne)

#### Articles
- (en) Hellmut  Ritter, « ʿAṭṭār », Encyclopédie de l’Islam, 2010 (consulté le 1er décembre 2020)
- (en) Benedikt Reinert, « AṬṬĀR, FARĪD-AL-DĪN », Encyclopaedia Iranica, III/1, pp. 20-25, 2011 (consulté le 1er décembre 2020).
- Charles-Henri de Fouchécour, « ‘AṬṬĀR FARĪD AL-DĪN MUḤAMMAD B. IBRAHĪM dit (1119 env.-env. 1190) », Encyclopædia Universalis, s.d. (consulté le 1er décembre 2020).